# Rua das Pedras

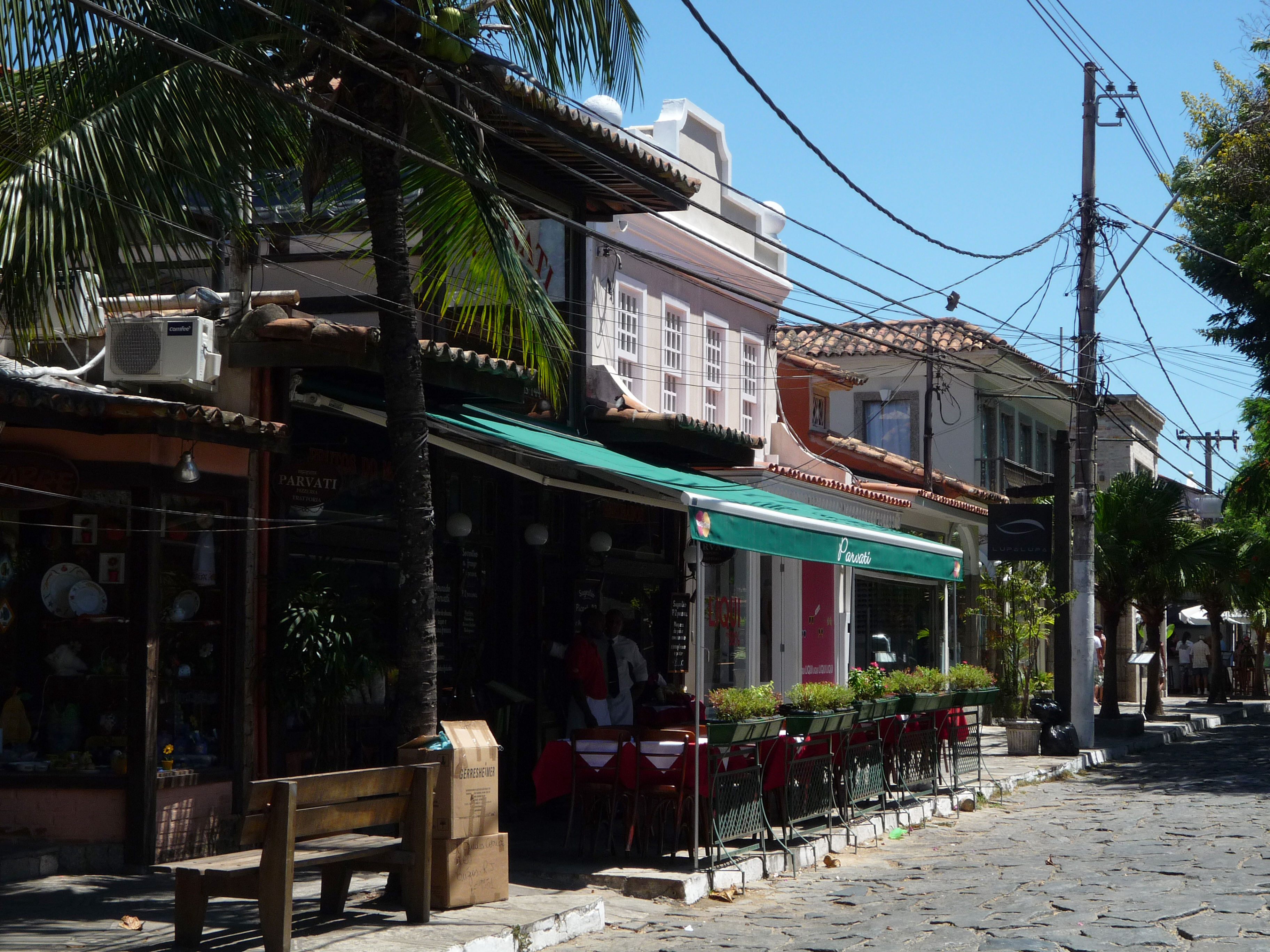
Vista da Rua das Pedras de Búzios

Rua das Pedras é um conhecido logradouro de Armação dos Búzios, município do estado do Rio de Janeiro, no Brasil. O calçamento é constituído por pedras no estilo pé-de-moleque, cortadas verticalmente, que lhe dão nome. 
A via se destaca pela grande concentração de restaurantes, bares e lojas de luxo por onde circulam muitos turistas, principalmente estrangeiros, durante todo o ano. O movimento se intensifica na alta temporada, sobretudo em feriados como o Carnaval. Na rua se localiza o Clube dos Pescadores de Búzios, inaugurado na década de 1950.